# Amt Warnow-Ost
Het voormalige Amt Warnow-Ost was een samenwerkingsverband van 9 gemeenten in het district Bad Doberan in de Duitse deelstaat Mecklenburg-Voor-Pommeren.

## Geschiedenis
Het Amt Warnow-Ost werd op 31 maart 1992 opgericht als Amt binnen het toenmalige district Bad Doberan. Op 12 juni 1994 kwam het door een herindeling van de districten in het district Bad Doberan. Op 7 juni 2009 werden de deelnemende gemeenten samengevoegd tot de gemeente Dummerstorf en werd het Amt opgeheven.

## Gemeenten
Het Amt bestond uit de volgende gemeenten:
- Damm
- Dummerstorf
- Kavelstorf
- Kessin
- Lieblingshof
- Prisannewitz